# Московский литературный и учёный сборник
Московский литературный и учёный сборник — альманах славянофилов. Выходил в Москве — в 1846, 1847 и 1852 годах.

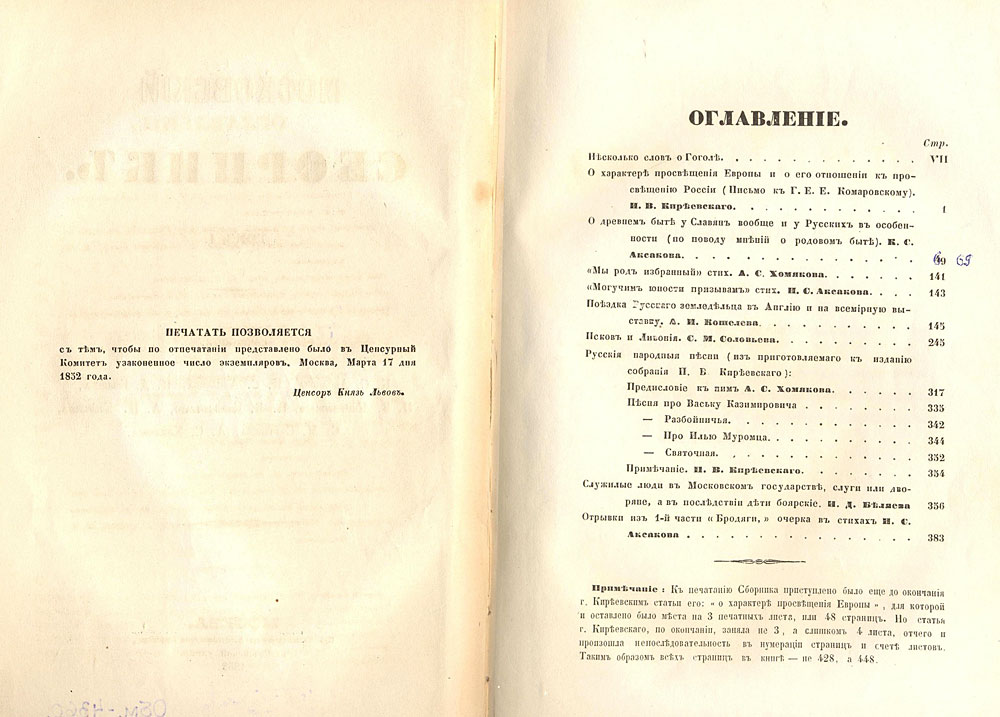
Оглавление альманаха 1852 года

Издание было направлено против «Петербургского сборника». В 1846 и 1847 годах издателем был В. А. Панов, редакторами — Д. А. Валуев и К. С. Аксаков. В 1851 году А. И. Кошелёв предложил И. С. Аксакову подготовить выпуск очередного выпуска «Московского сборника». Причём предполагалось в 1852 году сделать четыре выпуска, превратив альманах в периодическое издание. 
Новый том открывала статья-некролог И. С. Аксакова «Несколько слов о Гоголе». Затем шли статьи видных представителей кружка славянофилов. Тираж вышедшего 21 апреля 1852 года журнала составлял 1500 экземпляров. Председатель Московского цензурного комитета В. И. Назимов предполагал сам просмотреть журнал, однако его указание задержать выпуск до его прибытия в Москву опоздало. Подозрение вызывало не столько содержание сборника, сколько сами авторы статей, поэтому 20 июля было объявлено высочайшее повеление Николая I: на «сочинения в духе славянофилов должно быть обращаемо особенное и строжайшее внимание со стороны цензуры». В результате выход второго тома сборника был отложен на следующий год, при обязательной двойной цензуре — в Москве и Санкт-Петербурге. 
Рукопись второго тома «Московского сборника» в Московский цензурный комитет была представлена в октябре 1852 года. Решение из Петербурга было прислано только весной следующего года: выпуск был запрещён цензурой за статью К. С. Аксакова «О богатырях князя Владимира». В результате славянофилы К. С. Аксаков, А. С. Хомяков, И. В. Киреевский и близкий к ним В. А. Черкасский были отданы под надзор полиции, а И. С. Аксаков был лишён права редактировать в дальнейшем какие-либо издания.

## электронные издания томов журнала
- Полный азбучный указатель к «Русской Беседе» 1856-1860гг. и к «Московским Сборникам» 1846, 1847 и 1852гг. Национальная электронная библиотека (НЭБ)

- Московский литературный и ученый сборник 1846 Российская государственная библиотека в Москве
- Московский литературный и ученый сборник 1847 Bayrische Staatsbibliothek München, Российская государственная библиотека в Москве
- Московский сборник 1852 Google Books, Google Books (Bayrische Staatsbibliothek München), Hathitrust New York Public Library, Российская государственная библиотека в Москве